# Albert Vanloo
Albert Vanloo est un dramaturge, librettiste et journaliste français d'origine belge, né le 10 septembre 1846 à Ixelles (Belgique) et mort le 4 mars 1920 dans le 17e arrondissement de Paris.

## Biographie
Ancien élève au lycée Charlemagne, Albert Vanloo abandonne ses études de droit pour se consacrer au théâtre. Avec le dramaturge Eugène Leterrier, il écrira plus d'une trentaine de pièces et de livrets en 20 ans. Il collabore également avec Arnold Mortier, Henri Chivot, William Busnach et Georges Duval. 
Parmi ses œuvres les plus célèbres, on peut citer les livrets de Giroflé-Girofla (1874) de Charles Lecocq, Le Voyage dans la Lune (1875) de Jacques Offenbach, L'Étoile (1877) d'Emmanuel Chabrier et Véronique (1898) d'André Messager.
En tant que journaliste, il a notamment collaboré à La Gazette de Paris, Le Figaro (où il secondait Arnold Mortier) et La Liberté.
Il meurt le 4 mars 1920, le jour même de la reprise de Véronique à la Gaîté-Lyrique et ses obsèques ont lieu à l'église Saint-François-de-Sales le 6 mars 1920.
Albert Vanloo était marié depuis mars 1883 avec Marie-Angélique Lefèvre, fille d'un comptable parisien.

## Œuvres

### Théâtre
- 1867 : Un mariage aux Petites affiches, vaudeville en 1 acte d'Eugène Leterrier et Albert Vanloo, théâtre des Folies-Saint-Antoine (d).
- 1868 : Une sombre histoire, comédie-vaudeville en 1 acte d'Eugène Leterrier et Albert Vanloo, théâtre Déjazet.
- 1868 : Le Petit Poucet, opéra bouffe en 3 actes d'Eugène Leterrier et Albert Vanloo, musique de Laurent de Rillé, théâtre de l'Athénée.
- 1869 : Madeleine, opéra-comique en 1 acte d'Eugène Leterrier et Albert Vanloo, musique de Henri Potier, théâtre des Bouffes-Parisiens.
- 1869 : La Nuit du 15 octobre, opérette militaire en 1 acte d'Eugène Leterrier et Albert Vanloo, musique de G. Jacobi, théâtre des Bouffes-Parisiens.
- 1871 : Un mari à tiroir, comédie en 1 acte d'Eugène Leterrier et Albert Vanloo, théâtre des Folies-Nouvelles.
- 1871 : Nabucho, opéra bouffe en 3 actes et 4 tableaux d'Eugène Leterrier et Albert Vanloo, musique d'Auguste de Villebichot, théâtre des Folies-Nouvelles.
- 1871 : La Ressemblance, comédie en un acte d'Eugène Leterrier et Albert Vanloo, théâtre du Vaudeville.
- 1874 : La Chouette, comédie en un acte d'Eugène Leterrier et Albert Vanloo, théâtre de Cluny.
- 1874 : Giroflé-Girofla, opéra bouffe en 3 actes d'Eugène Leterrier et Albert Vanloo, musique de Charles Lecocq, théâtre des Fantaisies-Parisiennes (Bruxelles) puis théâtre de la Renaissance (Paris).
- 1874 : Les Maniaques, comédie en 1 acte d'Eugène Leterrier et Albert Vanloo, théâtre du Gymnase.
- 1875 : Le Voyage dans la Lune, opéra-féerie en 4 actes et 23 tableaux d'Albert Vanloo, Eugène Leterrier et Arnold Mortier, musique de Jacques Offenbach, théâtre de la Gaîté.
- 1875 : La Petite Mariée, opéra-comique en 3 acte d'Eugène Leterrier et Albert Vanloo, musique de Charles Lecocq, théâtre de la Renaissance.
- 1875 : Trop curieuse, comédie en 1 acte d'Eugène Leterrier et Albert Vanloo, théâtre de la Renaissance.
- 1877 : Madame Clara, somnambule, folie en 1 acte d'Eugène Leterrier et Albert Vanloo, musique d'Isidore Legouix, théâtre du Palais-Royal.
- 1877 : L'Étoile, opéra bouffe en 3 actes d’Eugène Leterrier et Albert Vanloo, musique d'Emmanuel Chabrier, théâtre des Bouffes-Parisiens.
- 1878 : La Camargo, opéra-comique en 3 actes d’Eugène Leterrier et Albert Vanloo, musique de Charles Lecocq, théâtre de la Renaissance.
- 1878 : La Marjolaine, opérette en 3 actes d’Eugène Leterrier et Albert Vanloo, musique de Charles Lecocq, théâtre de la Renaissance.
- 1879 : La Jolie Persane, opéra-comique en 3 actes d’Eugène Leterrier et Albert Vanloo, musique de Charles Lecocq, théâtre de la Renaissance.
- 1879 : Une éducation manquée, opérette en 1 acte d'Eugène Leterrier et Albert Vanloo, musique d'Emmanuel Chabrier, Cercle Franco-international.
- 1879 : Papa, comédie en 3 actes d'Eugène Leterrier et Albert Vanloo, théâtre du Palais-Royal.
- 1880 : Le Beau Nicolas, opéra-comique d’Eugène Leterrier et Albert Vanloo, musique de Paul Lacôme, théâtre des Folies-Dramatiques.
- 1880 : Rataplan, revue en trois actes et dix tableaux d'Albert Vanloo, Eugène Leterrier et Arnold Mortier, théâtre des Variétés.
- 1880 : L'Arbre de Noël, féerie en 3 actes et 30 tableaux d’Arnold Mortier, Eugène Leterrier et Albert Vanloo, musique de Charles Lecocq, théâtre de la Porte-Saint-Martin.
- 1881 : Mademoiselle Moucheron, opérette en un acte d’Eugène Leterrier et Albert Vanloo, musique de Jacques Offenbach.
- 1881 : Le Jour et la Nuit, opérette en 3 actes d’Eugène Leterrier et Albert Vanloo, musique de Charles Lecocq, théâtre des Nouveautés.
- 1883 : Le Huis clos, comédie en 1 acte d’Eugène Leterrier et Albert Vanloo, théâtre du Palais-Royal.
- 1883 : Le Droit d'aînesse, opéra-bouffe en 3 actes d'Eugène Leterrier et Albert Vanloo, musique de Francis Chassaigne, théâtre des Nouveautés.
- 1884 : Le Roi de carreau, opéra-comique en 3 actes d’Eugène Leterrier et Albert Vanloo, musique de Théodore de Lajarte, théâtre des Nouveautés.
- 1885 : La Béarnaise opéra-comique en 3 actes d’Eugène Leterrier (posth.) et Albert Vanloo, musique d'André Messager, théâtre des Bouffes-Parisiens.
- 1887 : La Gamine de Paris, opéra-bouffe en 3 actes d'Eugène Leterrier (posth.) et Albert Vanloo, musique de Gaston Serpette, théâtre des Bouffes-Parisiens.
- 1887 : Ali-Baba, opéra-comique en 3 actes  et 8 tableaux d’Albert Vanloo et William Busnach, musique de Charles Lecocq, Alhambra (Bruxelles).
- 1888 : La Gardeuse d'oies, opéra-comique en 3 actes d'Eugène Leterrier (posth.) et Albert Vanloo, musique de Paul Lacôme, théâtre de la Renaissance.
- 1890 : La Fée aux chèvres, opéra-comique en 3 actes d'Albert Vanloo et Paul Ferrier, musique de Louis Varney, théâtre de la Gaîté.
- 1890 : L’Œuf rouge, opéra-comique en 3 actes de William Busnach et Albert Vanloo, musique d'Edmond Audran, théâtre des Folies-Dramatiques.
- 1891 : Juanita, opéra-comique en 3 actes d’Eugène Leterrier (posth.) et Albert Vanloo, musique de Franz von Suppé, théâtre des Folies-Dramatiques.
- 1892 : Le Pays de l'or, pièce en 3 actes à grand spectacle d'Albert Vanloo et Henri Chivot, musique de Léon Vasseur, théâtre de la Gaîté.
- 1894 : L'Oncle Bidochon, vaudeville en 3 actes d'Albert Vanloo et Henri Chivot, théâtre Cluny
- 1894 : Le Bonhomme de neige, opérette fantastique en 3 actes d'Albert Vanloo et Henri Chivot, musique d'Antoine Banès, théâtre des Bouffes-Parisiens.
- 1897 : Les P'tites Michu, opéra-comique en 3 actes de Georges Duval et Albert Vanloo, musique d'André Messager, théâtre des Bouffes-Parisiens.
- 1898 : Véronique, opéra-comique en 3 actes de Georges Duval et Albert Vanloo, musique d'André Messager, théâtre des Bouffes-Parisiens.
- 1901 : La Sœur de Jocrisse, opéra-comique en 1 acte d'Albert Vanloo, musique d'Antoine Banès, Opéra-Comique.
- 1905 : Les Dragons de l'Impératrice, opéra-comique en 3 actes de Georges Duval et Albert Vanloo, musique d'André Messager, théâtre des Variétés.

### Écrits
- Albert Vanloo, Sur le plateau : Souvenirs d'un librettiste, préface de Charles Lecocq, Paris, Ed. Paul Ollendorff, 1917 lire en ligne sur Gallica